# ThreadX
ThreadX, 정식명 Azure RTOS ThreadX는 대부분 C 언어로 프로그래밍된 매우 결정적인 임베디드 RTOS(실시간 운영 체제)이다.

## 개요
ThreadX는 원래 미국 캘리포니아주 샌디에이고의 익스프레스 로직(Express Logic)에서 개발 및 판매되었다. ThreadX의 개발자는 1990년 Nucleus RTOS의 원 개발자이기도 한 윌리엄 라미(William Lamie)이다. 윌리엄 라미는 익스프레스 로직의 사장 겸 CEO였다.
익스프레스 로직은 2019년 4월 18일 마이크로소프트로부터 미공개 금액으로 인수했다.
ThreadX라는 이름은 실행 요소로 사용되는 스레드(thread)에서 파생되었으며 문자 X는 컨텍스트 전환, 즉 스레드를 전환함을 나타낸다. ThreadX는 우선순위 기반의 선제적 스케줄링, 빠른 인터럽트 응답, 메모리 관리, 스레드 간 통신, 상호 배제, 이벤트 알림 및 스레드 동기화 기능을 제공한다. ThreadX의 주요 차별화된 기술 특성에는 선점 임계값, 우선순위 상속, 효율적인 타이머 관리, 빠른 소프트웨어 타이머, 피코커널 설계, 이벤트 체이닝 및 작은 크기가 포함된다. ARM 아키텍처 프로세서의 최소 크기는 약 2KB이다.
ThreadX는 AMP(비대칭 멀티프로세싱) 또는 SMP(대칭 멀티프로세싱)를 통해 멀티 코어 프로세서 환경을 지원한다. ThreadX 모듈을 통해 MMU(메모리 관리 장치) 또는 MPU(메모리 보호 장치) 메모리 보호를 통한 애플리케이션 스레드 격리가 가능하다.
ThreadX는 기술 검사 협회(Technischer Überwachungsverein, TÜV) 및 UL(구 Underwriters Laboratories)로부터 광범위한 안전 인증을 받았으며 자동차 산업 소프트웨어 신뢰성 협회 MISRA C를 준수한다.
ThreadX는 익스프레스 로직의 X-Ware 사물 인터넷(IoT) 플랫폼의 기반이며 여기에는 임베디드 파일 시스템 지원(FileX), 임베디드 UI 지원(GUIX), 임베디드 인터넷 프로토콜 제품군(TCP/IP) 및 클라우드 연결(NetX)도 포함된다. /NetX Duo) 및 USB(범용 직렬 버스) 지원(USBX). ThreadX는 개발자들로부터 높은 평가를 받았으며 매우 인기 있는 RTOS이다. 마케팅 조사 회사인 VDC 리서치에 따르면 2017년 현재 ThreadX RTOS는 가전 제품, 의료 기기, 데이터 네트워킹 애플리케이션 및 SoC를 포함하여 62억 개 이상의 장치에 배포되어 세계에서 가장 인기 있는 RTOS 중 하나가 되었다.
ThreadX는 소스 코드가 제공되고 라이센스가 로열티가 없는 마케팅 모델을 사용하여 배포된다.

## 같이 보기
- 인텔 관리 엔진